# 中川米造
中川 米造（なかがわ よねぞう、1926年3月23日 - 1997年9月30日）は、日本の医師・医学者。

## 人物・来歴
朝鮮・京城生まれ。穀物取引業を営む中川泰治の長男。京都府出身。旧制松江高等学校を経て1949年京都大学医学部卒、1955年医学博士。1950年京都大学附属病院耳鼻科助手、1955年大阪大学医学部講師、80年教授。89年定年退官し、名誉教授。滋賀医科大学教授、大阪国際女子大学教授を経て、1996年仏教大学教授。1970年阪大医学部の森永ヒ素ミルク中毒症追跡調査会代表を務め、訴訟では原告側証人として因果関係を証言。68年に札幌医科大学で実施された日本初の心臓移植(和田心臓移植事件)については告発する会を結成し、「病者のための人権宣言」を発表。息子も医師の中川晶。

## 著書
- 『医学の弁明』(ヒューマン・ブックス) 誠信書房, 1964
- 『医学をみる眼』(NHKブックス)日本放送出版協会, 1970
- 『健康の思想』(潮選書) 潮出版社, 1976
- 『医療的認識の探究 増補』医療図書出版社, 1976.9
- 『医の倫理』(玉川選書) 玉川大学出版部, 1977.12
- 『笑い泣く性 文化生理学コーズリー』(玉川選書 玉川大学出版部, 1979.1
- 『医とからだの文化誌』法政大学出版局, 1983.11
- 『医学とのつきあい方』人文書院, 1983.5
- 『環境医学への道』(からだの科学選書)日本評論社, 1984.7
- 『サービスとしての医療 医療のパラダイム転換』農山漁村文化協会, 1987.9
- 『医療の文明史』(NHK市民大学) 日本放送出版協会, 1988.4
- 『<癒し>のまなざし 中川米造対談集』福村出版, 1989.3
- 『学問の生命 「医学とは何か」を問い続け行動する』佼成出版社, 1991.10
- 『素顔の医者 曲がり角の医療を考える』(講談社現代新書) 1993.12
- 『医療のタテマエとホンネ』かもがわ出版, 1994.6
- 『医療のクリニック <癒しの医療>のために』新曜社, 1994.9
- 『医療の原点』(21世紀問題群ブックス 岩波書店, 1996.1
- 『医学の不確実性』日本評論社, 1996.9

### 共編著
- 『世界の医学教育』張知夫、佐野勇,岡島道夫、万代敬三、清野茂博共著. 医歯薬出版, 1970
- 『講座・現代の医療』全5巻 川上武共編. 日本評論社, 1972-73
- 『新医学序説』吉利和共著. 篠原出版, 1977.4
- 『手当ての航跡 医学史講義』星新一・対談 (Lecture books) 朝日出版社, 1980.10
- 『応用心理学講座 13  医療・健康心理学』宗像恒次共編　福村出版, 1989.11
- 『病いの視座 メディカル・ヒューマニティーズに向けて』疾病論研究会共編. メディカ出版, 1989.8
- 『講座人間と医療を考える 第1巻  哲学と医療』中川米造 [ほか]編 弘文堂, 1992.3
- 『「医の知」の対話 癒しをめぐって』小林昌広共著. 人文書院, 1995.5
- 『ココロの健康からだの医学 からだの文化生理学 ちょっとおしゃべり』中川晶共著. フォーラム・A, 1996.4

### 翻訳
- ガルドストン『社会医学の意味』法政大学出版局, 1959
- 『医学歯学教育改革の指針 カーネギー委員会レポート』中川米造 [等]共訳. 医歯薬出版, 1971
- ゴルドン・E.モス『病気と免疫の社会学 社会学的病因論序説』紀伊国屋書店, 1974
- L.ゴールドマン『医師が意見を異にするとき』時事通信社, 1975
- F.M.Katz, T.Fulop 編『医学教育と地域保健計画』堀原一,岩渕勉共監訳. 篠原出版, 1984.12
- マルセル・サンドライユ 他著『病の文化史』村上陽一郎共監訳. リブロポート, 1984.6
- F.B.ニュートン, K.L.エンダー 編『大学の学生指導 成長モデルの理論と実践』岡国臣共監訳. 玉川大学出版部, 1986.8
- G.M.フォスター, B.G.アンダーソン『医療人類学』監訳. リブロポート, 1987.1
- マーガレット・ロック『都市文化と東洋医学』思文閣出版, 1990.11
- D.Newble, R.Cannon『医学,歯学,看護学を教える人のためのメディカルティーチャー・ハンドブック 第2版』監訳. 西村書店, 1992.7
- クレール・アンブロセリ『医の倫理』文庫クセジュ 白水社, 1993.1